# Nev Schulman
Yaniv "Nev" Schulman (født 26. september 1984 i New York City, i New York i USA) er en amerikansk producer, skuespiller, fotograf og tv-vært. Han er bedst kendt for sin dokumentarfilm Catfish fra og den efterfølgende tv-serie Catfish: The TV Show på MTV som han er vært og producer på.

## Tidlige liv og uddannelse
Schulman blev født i New York City, hvor han voksede op. Hans storebror Ariel er skuespiller og filmmager. De er af tyske-jødisk, russisk-jødisk og romænsk-jødisk afstamning.
Schulman begyndte at tage billeder og blev involveret i fotografering efter at have studeret dans i 5 år. Han gik på Sarah Lawrence College, hvor han studerede fotografi og dans fra 2004 til 2006. Den 28. april 2006, blev han involveret i en sag med en kvindelig studerende og blev bortvist fra universitetet. Nev påstår at han slog kvinden i selvforsvar.

## Karriere
I en alder af 19 år, startede han og sin bror Ariel et film og fotografi selskab sammen. I 2004, begyndte Schulman at fotografere dans da han blev involveret i en moderne ballet fællesskab i New York City. Han er en af grundlæggerne af Young Leadership Committee for for ungdomsorganisationen, Leave Out Violence.
I 2010, blev Schulman emnet i dokumentarfilmen Catfish, filmet af Ariel og forretningspartneren Henry Joost, hvor Schulman blev forelsket i en pige han havde mødt online. Filmens premis fulgte Schulmans i at blive forelsket i en pige han møder på internetet, men senere finder ud af at hun ikke ligefrem er den hun har udgivet sig for at være.
I 2012, blev Schulman vært og producent på det efterfølgende program Catfish: The TV Show på MTV, med sin filmmager-makker Max Joseph, hvor han introducerer par i det virkelig liv, der er blevet forelsket i hinanden online men endnu ikke har mødt.
Schulman har skrevet bogen, In Real Life: Love, Lies & Identity in the Digital Age (2014). In it he gives both personal history and observations gleaned from his work on Catfish.

## Privatliv
I maj 2016, annoncerede Schulman at han ventede sit første barn, en pige, med sin længerevarende kæreste, Laura Perlongo. Parret blev forlovet den 26. maj, 2016. Laura fødte deres datter, Cleo James, den 21. oktober, 2016. Den 22. juli, 2017, blev Schulman og Perlongo gift.